# 英雄广场站

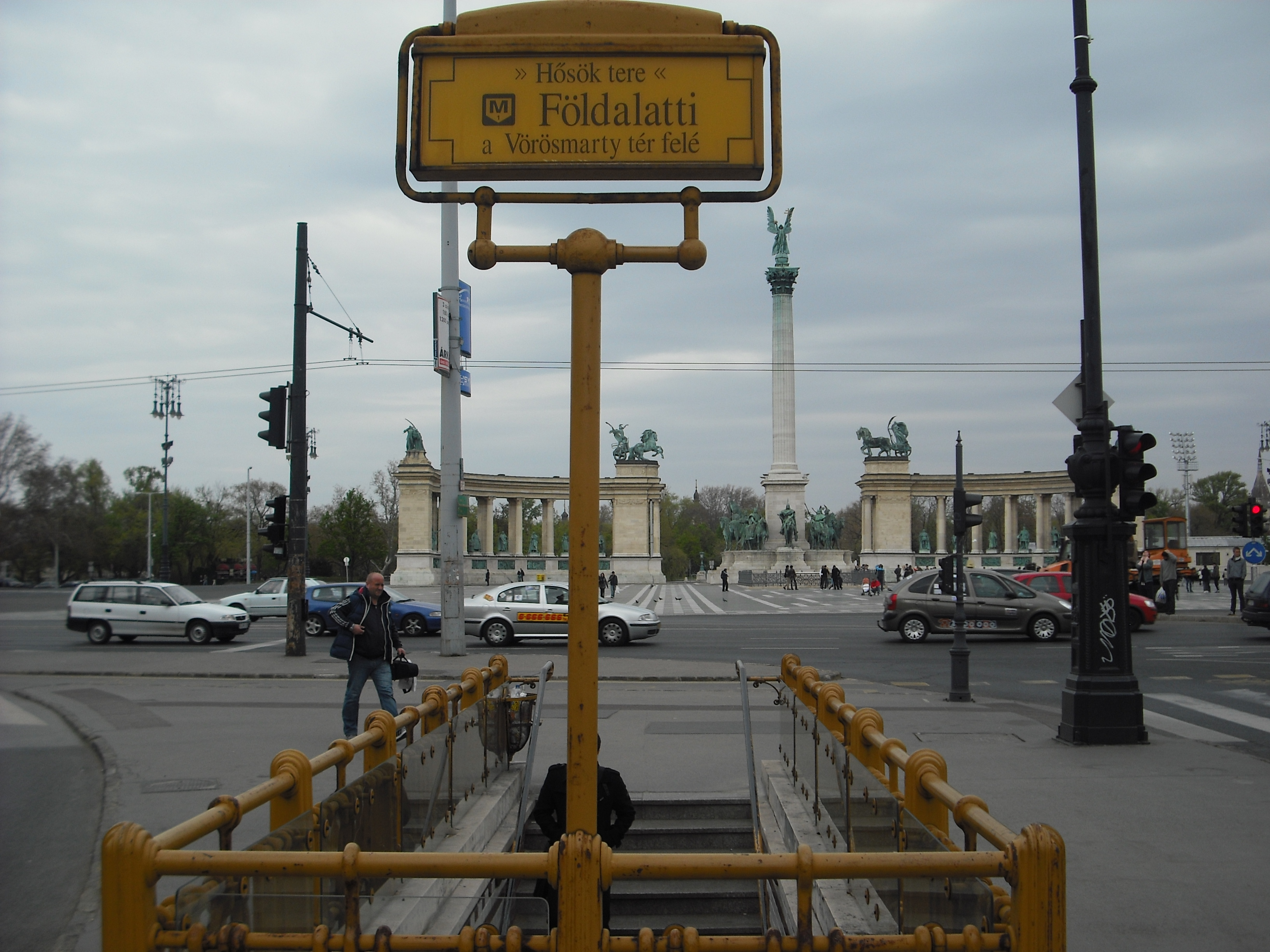
英雄广场站

英雄广场站（匈牙利語：Hősök tere），为匈牙利布达佩斯地铁1号线的一个车站，因位于英雄广场附近而得名。该站曾经称作體育場大街站。该站1896年5月2日建成使用。